# Inishkea-Inseln
Die Inishkea-Inseln (englisch Inishkea Islands, irisch Inis Cé − „Gänseinseln“) sind ein Archipel aus zwei großen und mehreren kleinen, heute unbewohnten Inseln im Atlantik vor der Mullet-Halbinsel im County Mayo in Irland. 
Die Nord- (Inishkea North, Inis Cé Thuaidh) und Südinsel (Inishkea South, Inis Cé Theas) als Hauptinseln sind jeweils nur etwa zwei Quadratkilometer groß. Hinzu kommen einige deutlich kleinere Felsen. Aushängeschild der Inseln sind ihre artenreiche und seltene Fauna (85 Arten leben oder Überwintern hier) und Flora (200 Arten, viele endemisch), ihr landschaftlicher Charme und das Erbe an archäologischen Fundplätzen.

## Inseln
- Inishkea North (Inis Gé Thuaidh, 2,07 km²)
- Inishkea South (Inis Gé Theas, 1,84 km²)
- Carricknaweelion (Carraig na bhFaoileán, 0,23 km²)
- Carrickaport (Carraig an Phoirt, 0,14 km²)
- Carrickawilt Island (Carraig an Mhoilt, 0,07 km²)
- Carrickmoylenacurhoga (Carraig Bhéal na gCaróg, 0,07 km²)
- Carrigee (Carraig Aodha, 0,04 km²)
- Rusheen Island (An Roisín, 0,02 km²)

## Inishkea North
Auf der Nordinsel befinden sich die Ruinen eines Klosters (St. Columbkille’s Church, Teampall Cholm Cille), das zwischen dem 6. und 10. Jahrhundert bestand und mit St. Colum Cille in Verbindung gebracht wird. 
An der Nordostseite befinden sich als älteste Zeugnisse der Besiedlung einige Megalithanlagen und einige der am besten erhaltenen Kreuzplatten und Klöster und Siedlungen aus dieser Zeit.
Bailey Mór (160 m lang und 20 m hoch), Bailey Dóighte und Bailey Beag, sind drei große Dünen auf der Ostseite der Nordinsel. Ausgrabung von Bailey Mór brachte die Reste einer Siedlung mit Grundrissen von Gebäuden und Bienenkorbhütten. Schalenhaufen von Purpurschnecken weisen darauf hin, dass die Mönche hier „blaue Tinte“ zur Kolorierung ihrer Bücher und Handschriften hergestellt haben.

## Inishkea South
Auf Inishkea South befinden sich viele Kreuzsteine. Einer davon trägt eine Kreuzigungsdarstellung. Etwa 20 verschieden gestaltete Kreuzsteine stammen aus 7. und 8. Jahrhundert. Nördlich des Hafens steht ein Stein mit Kreuzinschrift im Schnittpunkt zweier Steinkreise.